# إعلان رئاسي (الولايات المتحدة)

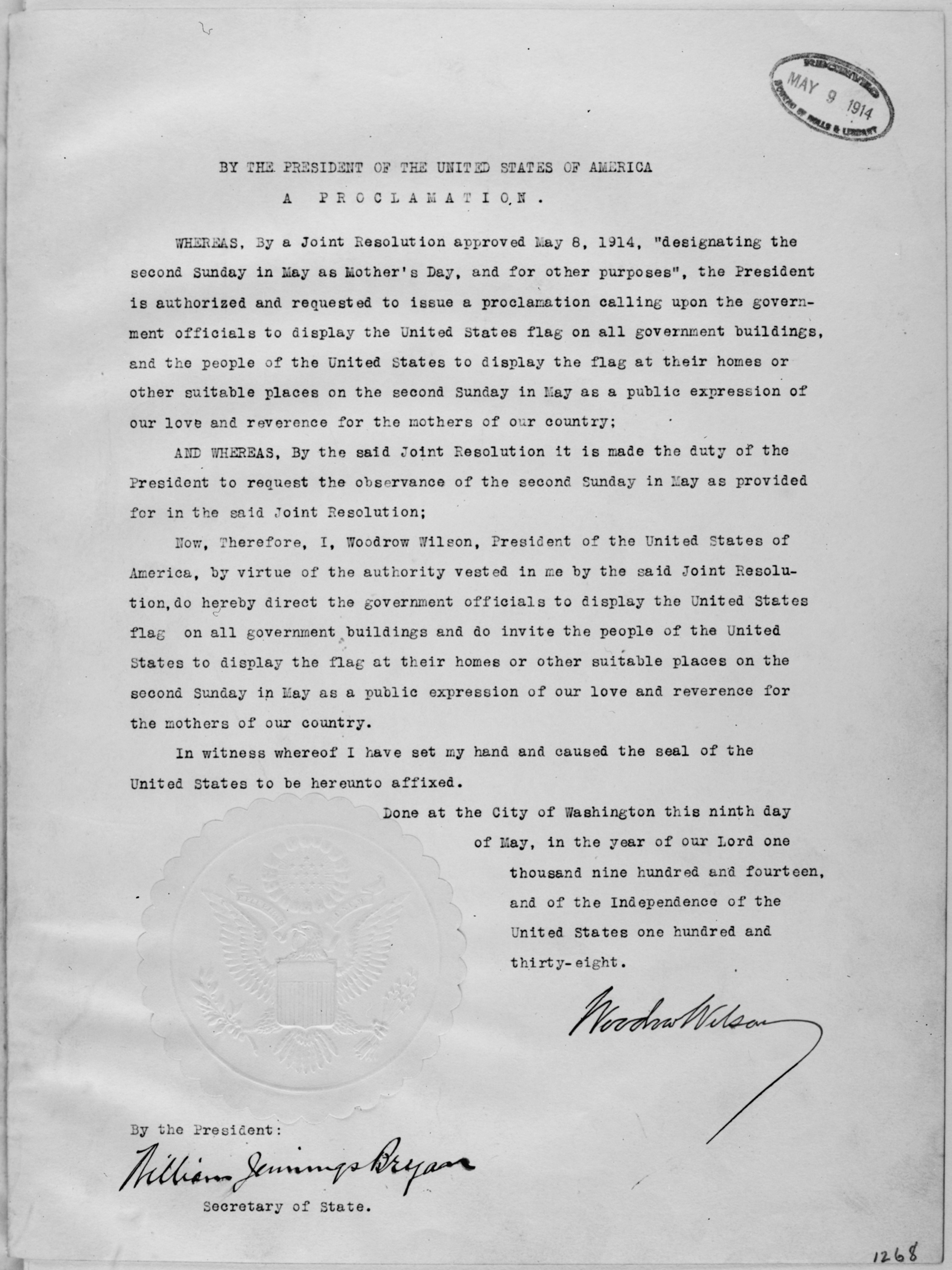
الإعلان الرئاسي 1268 في 9 مايو 1914 بشأن عيد الأم

الإعلان الرئاسي هو بيان صادر عن رئيس الولايات المتحدة حول مسألة تتعلق بالسياسة العامة وهو نوع من التوجيه الرئاسي.

## تفاصيل
الإعلان الرئاسي هو أداة:
- ينص على شرط،
- يعلن قانونًا ويتطلب الطاعة،
- يتعرف على حدث،
- أو يؤدي إلى تطبيق القانون، من خلال الاعتراف بأن الظروف الموصوفة في القانون قد تحققت.[3]

تنقسم الإعلانات الصادرة عن الرئيس إلى فئتين رئيسيتين:
1. الإعلانات «الاحتفالية» التي تحدد احتفالات خاصة أو الاحتفال بالأعياد الوطنية،
2. والإعلانات «الموضوعية»، التي تتعلق عادة بتسيير الشؤون الخارجية والواجبات التنفيذية الأخرى المأخوذة تحت القسم. قد تكون هذه، على سبيل المثال لا الحصر، مسائل التجارة الدولية وتنفيذ ضوابط التصدير المحددة ووضع التعريفات أو حجز الأراضي الفيدرالية لصالح الجمهور بطريقة ما.[4]

لا يكون للإعلان الرئاسي قوة القانون ما لم يأذن به الكونغرس الأمريكي. إذا تم تمرير قانون من الكونجرس يصبح ساري المفعول عند حدوث حدث طارئ، وأعلن الرئيس لاحقًا أن الحدث قد وقع، فسيكون للإعلان قوة القانون.
غالبًا ما يتم رفض الإعلانات الرئاسية باعتبارها أداة عملية لصنع السياسات لأنها تعتبر إلى حد كبير احتفالية أو رمزية. يتم التمسك بالوزن الإداري لهذه الإعلانات لأنها غالبًا ما يتم تفويضها على وجه التحديد من قبل قانون للكونغرس، مما يجعلها «سلطات أحادية الجانب مفوضة». أدت إصداراتها من حين لآخر إلى عواقب سياسية وتاريخية مهمة في تطور الولايات المتحدة. كان تصريح الحياد الذي أصدره جورج واشنطن عام 1793 وإعلان تحرير العبيد لأبراهام لنكولن في عام 1863 من أشهر الإعلانات الرئاسية الأمريكية في هذا الصدد. يشير الوزن القانوني للإعلانات الرئاسية إلى أهميتها للحكم الرئاسي.
كما أحدثت الإعلانات المستندة إلى سياسة أخرى مؤخرًا تأثيرًا كبيرًا على السياسة الاقتصادية والمحلية، بما في ذلك إعلان بيل كلينتون عن الأراضي الفيدرالية للآثار الوطنية وإعلان جورج دبليو بوش المناطق المتضررة من إعصار كاترينا مناطق كوارث.
تُستخدم الإعلانات أيضًا، غالبًا بشكل مثير للجدل، لمنح العفو الرئاسي. تصريحات العفو البارزة الأخيرة هي عفو جيرالد فورد عن الرئيس السابق ريتشارد نيكسون (1974) وعفو جيمي كارتر عن المتهربين من التجنيد في حرب فيتنام (إعلان 4483، 1977)،  وعفو جورج دبليو بوش عن عقوبة سجن لويس ليبي (2007).
على الرغم من أن الإعلانات أقل أهمية من حيث السياسة العامة، إلا أنها تستخدم أيضًا بشكل احتفالي من قبل الرؤساء لتكريم مجموعة أو موقف أو لفت الانتباه إلى قضايا أو أحداث معينة. على سبيل المثال، أصدر جورج بوش الأب إعلانًا لتكريم قدامى المحاربين في الحرب العالمية الثانية، وإصدر رونالد ريغان الإعلان رقم 5497، الذي يعترف بأسبوع المسرح الوطني.

## روابط خارجية
- نص الإعلانات الرئاسية الأخيرة
- نص الإعلانات الرئاسية منذ عام 1789